# Плавна (Нижньосілезьке воєводство)
Плавна (пол. Pławna) — село в Польщі, у гміні Стшелін Стшелінського повіту Нижньосілезького воєводства.
Населення — 350 осіб (2011).
У 1975-1998 роках село належало до Вроцлавського воєводства.

## Демографія
Демографічна структура станом на 31 березня 2011 року:
|          | Загалом | Допрацездатний вік | Працездатний вік | Постпрацездатний вік |
| -------- | ------- | ------------------ | ---------------- | -------------------- |
| Чоловіки | 185     | 47                 | 128              | 10                   |
| Жінки    | 165     | 31                 | 99               | 35                   |
| Разом    | 350     | 78                 | 227              | 45                   |